# Tibellus septempunctatus
Tibellus septempunctatus är en spindelart som beskrevs av Jacques Millot 1942. Tibellus septempunctatus ingår i släktet Tibellus och familjen snabblöparspindlar.
Artens utbredningsområde är Guinea. Inga underarter finns listade i Catalogue of Life.